# Ван Хален, Хуан
Хуан Ван Хален (исп. Juan Van Halen; 16 февраля 1788, Кадис — 8 ноября 1864, Кадис) — испанский генерал, участник Кавказской войны. 

## Биография
Хуан Ван Хален, бельгиец по происхождению, служил в испанской армии, но по подозрению в заговоре против испанского короля Фердинанда VII был заключен в тюрьму инквизиции, откуда бежал и вступил в русские войска. В 1820 году принимал участие в военных действиях на Кавказе, принял участие в сражении у Хосреха, но в том же году вернулся в Испанию, где вспыхнуло восстание, и сражался в рядах защитников Кадисской конституции. 
После усмирения восстания Хуан Ван Хален уехал из Испании в Санкт-Петербург, где был принят на службу князем П. М. Волконским. В течение 18 месяцев возглавлял (в чине полковника) драгунский полк, расквартированный в Тифлисе. Под началом Ермолова участвовал в Кавказской войне. Покинул Россию после конфликта с Аракчеевым в 1824 году.
Его потомок поэт и журналист Хуан Ван-Хален Аседо утверждает, что им найдены доказательства того, что полковник Хален был связан с обществом декабристов, что и послужило причиной его внезапного отъезда из России. Его перу принадлежит подробное предисловие к книге Пио Барохи «Хуан Ван Хален, офицер и авантюрист» (исп. Juan Van Halen, oficial aventurero). По мнению этого биографа, Ван Халена спасло от серьёзных неприятностей в России только покровительство высокопоставленного испанца Бетанкура.
В сентябре 1830 года, при начале бельгийской революции, Ван Хален встал во главе инсургентов и вытеснил голландцев из Брюсселя, но вскоре сложил с себя начальство вследствие разногласий с Людовиком Поттером (нем. Louis Joseph Antoine de Potter). Об этом эпизоде своей биографии поведал в воспоминаниях, опубликованных под названием «Четыре дня в Брюсселе» (Les quatre journées de Bruxelles).
В 1836 году Мария Кристина I Старшая, бывшая регентом при малолетней Изабелле II, вновь вызвала генерала Халена в Испанию. Здесь, командуя дивизией, он разбил карлистов в Наварре. За участие в заговоре в пользу восстановления конституции он был арестован, но вскоре освобожден и назначен генерал-капитаном Каталонии.
Будучи верным приверженцем генерала Эспартеро, Хуан Ван Хален в 1842 году усмирил мятеж, поднявшийся в Барселоне. Когда власть Эспартеро пала, генерал Хален уехал в Англию, откуда лишь в 1845 году ему разрешено было вернуться в отечество. На склоне жизни работал над мемуарами.